# 압토보

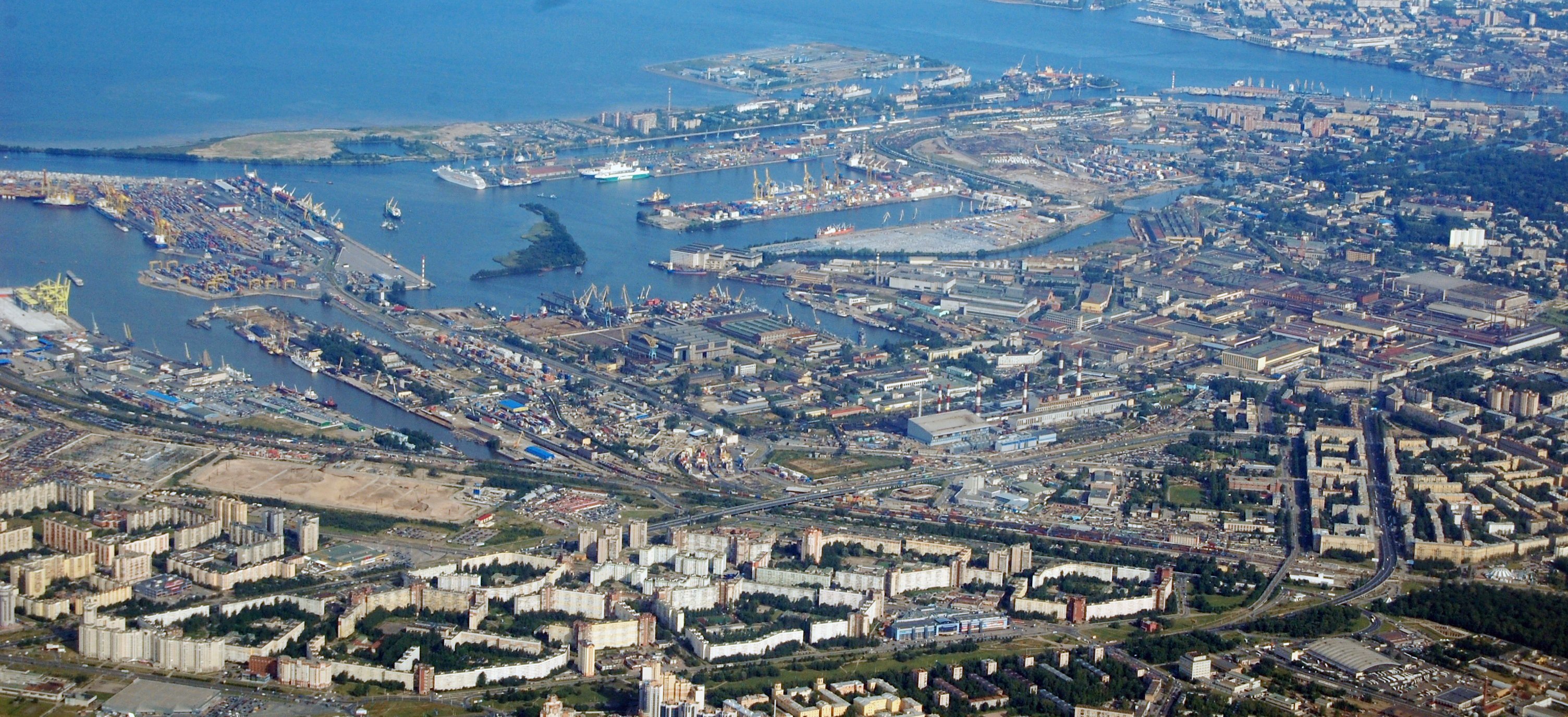

압토보의 위치

압토보(러시아어: А́втово)는 상트페테르부르크 남서쪽에 있는 역사적인 지역으로, 키롭스키 구에 위치한 도시이다.
17세기에 핀란드인들이 아우토보라는 이름으로 세웠다. 핀란드어로는 "autto", "autio"로 불린다.